# Planetární soustava

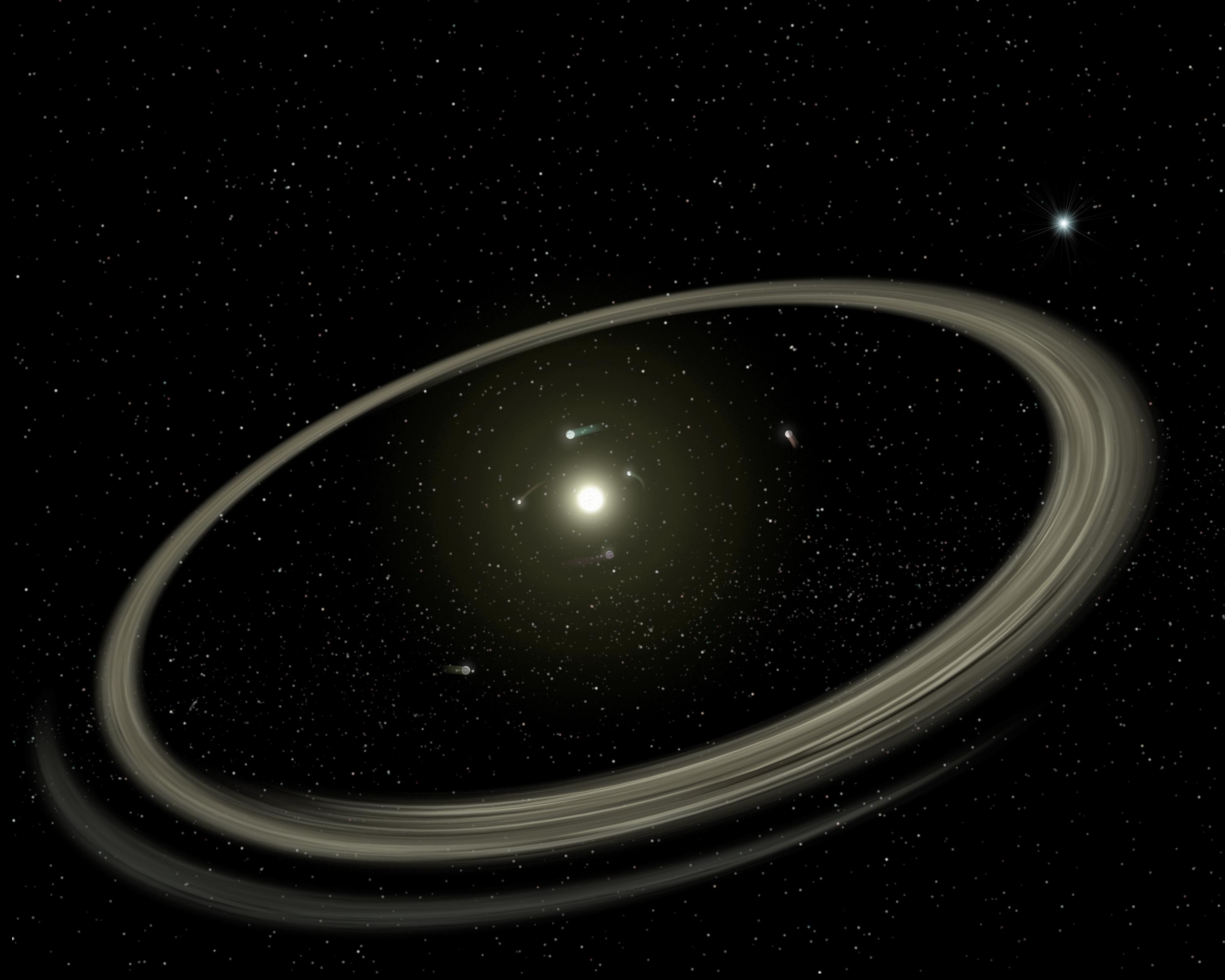
Umělecká představa možné planetární soustavy

Planetární soustava je soustava různých vesmírných těles obíhajících hvězdu, sestávající například z planet, trpasličích planet, měsíců, planetek, meteoroidů, komet a kosmického prachu. Planetární systém kolem Slunce, jehož součástí je i Země, se nazývá sluneční soustava.
Na základě pozorování vesmírného teleskopu Kepler se zdá, že v podstatě každá hvězda má kolem sebe minimálně jednu planetu a tedy i planetární soustavu.

## Vznik a vývoj

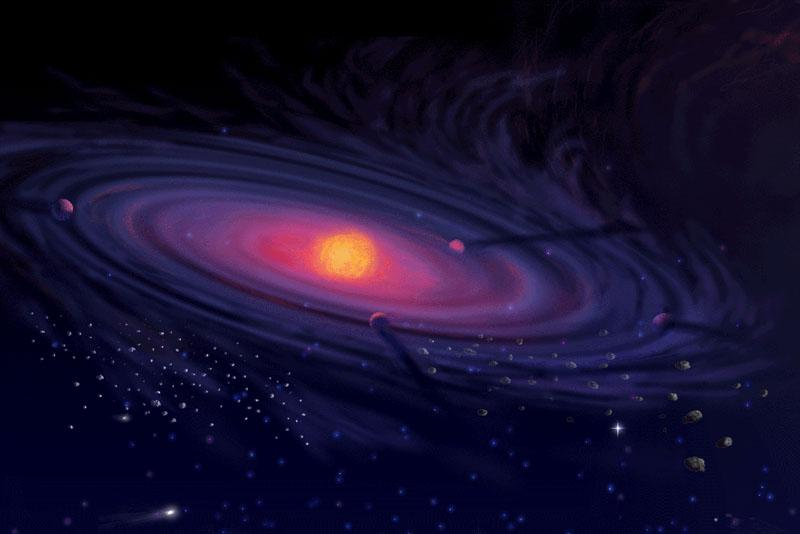
Umělecká představa protoplanetárního disku

Vznik planetárních systémů je zřejmě neoddělitelně spojen s procesem tvorby hvězd. Podle některých dřívějších teorií o vzniku sluneční soustavy prošla v blízkosti Slunce cizí hvězda, která z něj svou gravitací vytáhla část materiálu, a z něho se pak vytvořily planety. Pravděpodobnost takto blízkého setkání je však naprosto nepatrná, takže tento model byl zavržen. Podle dnes akceptovaných teorií se gravitačním kolapsem molekulárního mračna nejprve vytváří protoplanetární disk, a z něj potom vzniká planetární systém, který se dále utváří vzájemnými kolizemi obíhajících těles.
Některé planetární systémy se však mohou tvořit i odlišným způsobem. Mimo jiné byly nalezeny také planety obíhající okolo pulzarů. Pulzary jsou hvězdy vysílající periodické záblesky elektromagnetického záření, a k objevu těchto planet došlo díky malým odchylkám, které způsobují v jinak přesném načasování těchto záblesků. Pulzary však vznikají během obrovských výbuchů supernov, které by pravděpodobně běžný planetární systém nepřežil – planety by se buď úplně vypařily, nebo by je masy plynu z explodující hvězdy odmrštily pryč. Dalším nebezpečím pro tyto systémy je, že vybuchnuvší hvězda, která ztratí velkou část své hmotnosti, své planety už nedokáže udržet, a tyto z jejího gravitačního sevření uniknou. Podle jedné teorie mohou být tělesa obíhající kolem pulzarů bývalými hvězdami, které se během výbuchu supernovy téměř úplně vypařily, takže po nich zůstala pouze malá tělesa velikosti planet. Jinou, alternativní teorií je, že se tyto planety vytvořily nějakým způsobem z akrečního disku kolem pulzarů.

## Seznam vybraných hvězd s planetárními průvodci

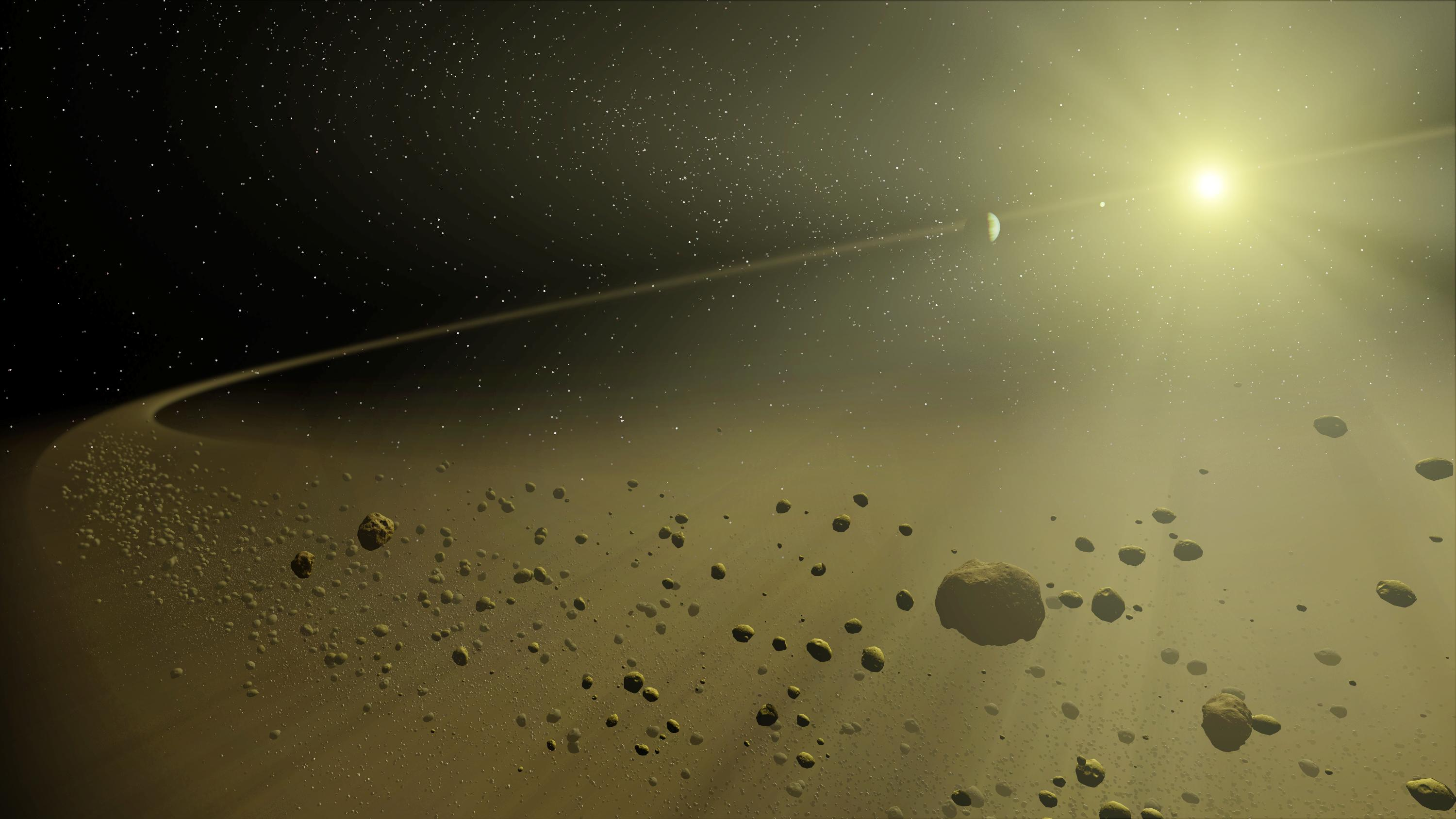
Umělecká představa vzdálené planetární soustavy

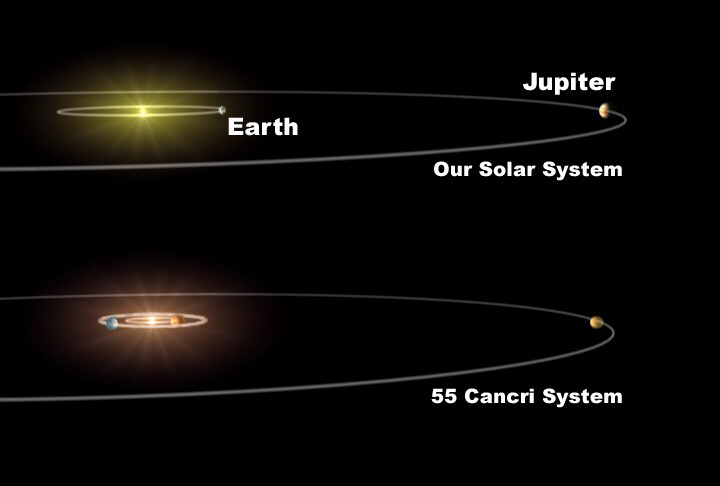
Naše sluneční soustava v porovnání s planetární soustavou 55 Cancri

- Kepler-90 – jediná známá soustava s 8 planetami
- TRAPPIST-1– soustava s 7 planetami velikosti Marsu až Země

- Sluneční soustava – až do roku 1992 jediná známá planetární soustava
- PSR B1257+12 – první objevená extrasolární planetární soustava a současně první objevená extrasolární soustava s více než jednou známou planetou; jde o soustavu obíhající kolem pulzaru
- Upsilon Andromedae – první objevená extrasolární planetární soustava s několika planetami obíhajícími kolem hvězdy hlavní posloupnosti
- PSR B1620-26 – první známá planetární soustava u dvojhvězdy
- 55 Cancri – největší objevená extrasolární planetární soustava s pěti známými planetami (k roku 2009) obíhajícími centrální hvězdu spolu s jedním hvězdným souputníkem[8]
- Gliese 876 – první známá planetární soustava kolem červeného trpaslíka a současně první objevená extrasolární soustava s planetami obíhajícími ve vzájemné dráhové rezonanci
- HD 69830 – planetární soustava se třemi planetami hmotnosti Neptunu a s pásem planetek, to vše do vzdálenosti pouhé 1 astronomické jednotky od centrální hvězdy[9][10]
- 2M1207 – první extrasolární planetární soustava, kterou se podařilo pozorovat přímo, a současně první známá planetární soustava obíhající hnědého trpaslíka[11]
- Gliese 581 – první objevená extrasolární planetární soustava s tzv. super-Zemí (označení pro planetu o velikosti 2–10 Zemí) nacházející se v obyvatelné zóně (Gliese 581 d)[12]
- μ Arae – soustava s planetou nejblíže centrální hvězdě, první objevená horká obří planeta velikosti Neptunu
- HD 188753 – první planetární soustava v trojnásobném hvězdném systému
- HD 10180 – planetární soustava pravděpodobně s 5 oběžnicemi